# Jack Laugher
Jack Laugher (ur. 30 stycznia 1995 w Harrogate) – brytyjski skoczek do wody specjalizujący się w skoku z trampoliny 3-metrowej, mistrz oraz srebrny medalista Letnich Igrzysk Olimpijskich 2016, dwukrotny brązowy medalista mistrzostw Świata oraz złoty i srebrny medalista mistrzostw Europy. W 2017 roku został odznaczony orderem Imperium Brytyjskiego.